# Crassula clavata
Crassula clavata är en fetbladsväxtart som beskrevs av N. E. Brown. Crassula clavata ingår i släktet krassulor, och familjen fetbladsväxter. Inga underarter finns listade i Catalogue of Life.